# Wiesław Lendzion
Wiesław Lendzion (ur. 10 lutego 1939 w Nowym Mieście Lubawskim) – polski piłkarz i trener.

## Kariera
Wychowanek Drwęcy Nowe Miasto Lubawskie, w której występował w latach 1956-1959. Następnie grał w Huraganie Morąg (1959-1961), Warmii Olsztyn (1961-1965), zaś największe sukcesy święcił z Wisłą Kraków (1965-1973). W jej szeregach rozegrał 182 spotkania, strzelając 25 goli (także w europejskich pucharach). W 1966 r. zdobył wicemistrzostwo Polski, a w 1967 r. Puchar Polski. Później występował w Cracovii (1974-1976). Po zakończeniu kariery zajął się szkoleniem piłkarzy. Trener Wisły Kraków od 1 października 1981 do 30 czerwca 1982. Prowadził seniorów Wisły w 21 spotkaniach. Pod jego wodzą „Biała Gwiazda” zajęła 8. miejsce w I lidze. Później wrócił do Olsztyna, gdzie odpowiadał za szkolenie młodzieży w Warmii Olsztyn.

## Sukcesy

### Klubowe

#### Wisła Kraków
- Mistrzostwo II ligiː 1964/1965
- Wicemistrzostwo Polskiː 1965/1966
- Puchar Polskiː 1966/1967